# Viktor Pleșak
Viktor Vasilevici Pleșak (în rusă Виктор Васильевич Плешак; n. 13 noiembrie 1946, Leningrad, RSFS Rusă, URSS) este un compozitor rus.